# Schizocosa aulonia
Schizocosa aulonia är en spindelart som beskrevs av Charles Denton Dondale 1969. Schizocosa aulonia ingår i släktet Schizocosa och familjen vargspindlar. Inga underarter finns listade i Catalogue of Life.